# Unió Esportiva Figueres
Maillots
L'Unió Esportiva Figueres est un club de football espagnol basé à Figueras.
‌

## Histoire
Le club évolue pendant sept saisons consécutives en Segunda División (deuxième division), entre 1986 et 1993. Il obtient son meilleur classement en deuxième division lors de la saison 1991-1992, où il se classe 3e du championnat, avec 16 victoires, 15 nuls et 7 défaites.
Lors de la saison 2001-2002, le club, évoluant en Segunda División B (troisième division), réussit l'exploit d'atteindre les demi-finales de la Copa del Rey. Le club est éliminé par le Deportivo La Corogne, futur vainqueur de l'épreuve. Lors de cette compétition, Figueres réussit l'exploit d'éliminer deux clubs de première division : le Club Atlético Osasuna, et surtout le prestigieux FC Barcelone.
Le club est dissout en 2007, alors que celui-ci évolue en Segunda División B. Un nouveau club est recréé dans la foulée. Ce nouveau club débute tout en bas de la hiérarchie footballistique espagnole. Il est promu en Tercera División (quatrième division) en 2012.

## Palmarès
- Championnat d'Espagne de troisième division
  - Vainqueur de groupe (1) : 1986 (I)
- Championnat d'Espagne de quatrième division
  - Vainqueur de groupe (1) : 1960 (VII)

## Entraîneurs
- 1924 :  Ramón Encinas
- 1973-1974 :  Joan Segarra
- 1973-1975 :  Lluís Coll
- 1977-1978 :  Luis Castañer
- 1979 :  Emilio Aldecoa
- 1985-1987 :  José Manuel Esnal
- 1990-1992 :  Jorge D'Alessandro
- 1992 :  Miquel Corominas
- 1992 :  Pere Gratacós (intérim)

## Anciens joueurs
- Tito Vilanova
- Pere Gratacós
- José Moratalla
- Toni Jiménez
- Luis Cembranos
- Francesc Bussot
- Josep Villarroya
- Louis M'Fédé